# Parco Nazionale Wadi El Gemal
Il parco nazionale Wadi El Gemal è un parco nazionale in Egitto. Dal 2003, fa parte dei siti sotto protezione dell'IUCN di categoria II. Ha una dimensione di 7.450 mq che comprende 4.770 mq di terreno e 2.100 mq di zona costiera.
La zona costiera presenta barriere coralline costituite da 450 specie di coralli e dove vivono oltre 1200 specie di pesci, di cui il 17% è originaria del Mar Rosso. Il parco comprende anche cinque isole, inclusa l'isola di Wadi El Gemal, che costituiscono l'habitat naturale di 13 differenti specie di uccelli. Le erbe marine locali sono importanti fonti di cibo per il dugongo e la tartaruga verde, animali in via di estinzione presenti all'interno del parco.
Il litorale di Wadi el Gemal è in parte roccioso e presenta punti di costa ricoperti da mangrovie, formazioni vegetali particolarmente diffuse nel sud dell'Egitto, dove si trova la più grande foresta di mangrovie dell'intero Mar Rosso. Inoltre, si possono inoltre ammirare diverse e ampie spiagge sabbiose adatte allo snorkeling e alle immersioni subacquee.
L'entroterra ospita numerosi animali, tra cui risaltano la gazella dorcas e la capra nubiana.
A proposito di storia, all'interno del parco, presso il monte Mons Smaragdus, si possono visitare piccole comunità minerarie risalenti all'antico Egitto e un sito preistorico rupestre costituito da rovine tolemaiche e romane.